# 양승동
양승동(梁承東, 1961년 7월 15일 ~ )은 대한민국의 언론인이다. 제23·24대 KBS 사장을 역임하였다.
2018년 4월 6일, 문재인 대통령이 사장 임명안을 재가하였으며, 4월 9일 제23대 KBS 사장에 취임하였고 동년 10월 31일에 제24대 KBS 사장으로 재선임되었으며 2021년 12월 9일 오전에 이임식을 갖고 33년 재직한 KBS를 떠났다. 후임으로는 KBS 이사회에 의해 김의철 KBS 비즈니스 사장이 선임되었다. 본관은 남원이다.

## 학력
- 1977년 2월 - 기민중학교
- 1980년 2월 - 대전고등학교
- 1984년 2월 - 고려대학교 정치외교학과 학사
- 1986년 8월 - 고려대학교 대학원 국제정치학 석사

## 경력
- 1989년 2월 ~ 2021년 12월: 한국방송공사 16기 공채 프로듀서 (시사교양본부 소속)
- 2007년 9월 ~ 2008년 8월 : 6.15공동선언실천 남측위원회 언론본부 공동대표
- 2007년 9월 ~ 2008년 8월 : 제21대 방송프로듀서연합회 회장
- 2013년 10월 ~ 2015년 12월 : KBS부산방송총국 편성제작팀장 (국장급)
- 2018년 4월 6일 ~ 7월 31일 :  한국방송협회 회장
- 2018년 4월 9일 ~ 2021년 12월 9일 : 한국방송공사 사장
- 2018년 8월 1일 ~ 2021년 12월 9일 : 한국방송협회 부회장
- 2019년 11월 22일 ~ 2021년 12월 9일 : 아시아 태평양 방송 연합 부회장
- 2021년 7월 ~ 2021년 12월 9일 : 아시아 태평양 방송 연합 회장 권한대행

## 수상 경력
- 2009년 제21회 한국PD대상 공로상
- 2017년 제23회 통일언론상 대상

## 범죄
2021년 4월 15일 서울남부지법에서 " ‘진실과미래위원회’ 운영규정을 만드는 과정에서 노동자에게 불리한 내용으로 취업규칙을 변경했다"는 근로기준법 위반으로 벌금 300만원을 선고받았다. 이에 대해 한국방송공사는 ‘양 사장 근로기준법 위반 1심 선고 관련 입장 자료’에서 “한국방송이 진미위를 만든 취지는 잘못된 과거를 바로잡고 공영방송으로서 공정성과 독립성을 확고히 하기 위해서였다”며 “이를 위한 규정 제정 과정에서 발생한 일부 미비점에 대해 법원이 유죄를 선고한 것을 아쉽게 생각한다”고 밝혔다.

## 가족 관계
- 어머니 : 박영화( ~ 2022년 2월 1일)
- 부인 : 김정옥(서울신정고 교사)
- 여동생 : 양승림(한국생산성본부)
- 매제 : 이원봉(한국산업기술대 교수)